# Inchicore
Inchicore (en gaèlic irlandès Inse Chór que vol dir "illa de les ovelles") és un barri de Dublín, al comtat de Dublín Sud, a la província de Leinster, al sud del riu Liffey i a l'oest del centre de la ciutat, en el districte postal de Dublín 8. Alguns residents prefereixen referir-se a l'àrea de Kilmainham però això és, de fet, un suburbi separat i Suir Road, per exemple, està clarament a Inchicore, no en Kilmainham. Pobles propers són Castleknock, Clonsilla, Ballyfermot i Lucan.

## Generalitats
Inchicore és la llar de dues esglésies catòliques: l'Església de MarIa Inmaculada (construïda pels Oblats), i SanT Miquel. És també la llar de dos centres comunitaris rivals; Sant Miquel i BERA.
Darrere de l'Església dels Oblats hi ha una rèplica a grandària real de la Gruta de Lorda, que va obrir en 1930. Les mesures de la Gruta són 50' d'alt, 130' d'ample i 40' de profunditat. Està construït de concret reforçat. Els pelegrins visiten l'altar tot l'any, però es torna particularment ocupat per a la Novena a Mare de Déu de Lorda (2 de febrer-11 de febrer). La gruta també alberga la famosa Casa d'Inchicore.
Inchicore està delimitat en el seu costat occidental pel Gran Canal, una manera de transport del segle xviii, així com pel Luas, el sistema de tren lleuger del segle XXI de Dublín construït en 2004. Al nord entre Inchicore i Phoenix Park està el Memorial Park, que va ser construït per commemorar als irlandesos caiguts en la Primera Guerra Mundial i la Segona Guerra Mundial.

## Esports

### Futbol
El St. Patrick's Athletic (fundat en 1929) juga a Richmond Park. El Saint Patrick's ha jugat a Inchicore des de 1930 (excepte pel temps passat en l'exili a causa de replanament del terreny) i estan fortament lligats amb Inchicore dins dels cercles de futbol irlandesos. El club ha guanyat el Campionat de la Lliga d'Irlanda 7 cops. Dins dels famosos jugadors que han jugat per al Sant Pat's a Inchicore són Paul McGrath (a qui li va ser donat el sobrenom afectuós de La Perla Negra d'Inchicore), Ronnie Whelan Snr., Shay Gibbons, Gordon Banks, Curtis Fleming, Paul Osam, Eddie Gormley i Charles Livingstone Mbabazi. El St. Patrick's Athletic té prop de 20 filials de nens i nenes, totes basades a Inchicore.